# U-449
Unterseeboot 449 foi um submarino alemão do Tipo VIIC, pertencente a Kriegsmarine que atuou durante a Segunda Guerra Mundial.
O U-449 esteve em operação entre os anos de 1942 e 1943, realizando neste período uma patrulha de guerra, na qual não afundou nenhuma embarcação aliada.
Foi afundado no Norte do Atlântico  às 16h00min do dia 24 de junho de 1943 por cargas de profundidade lançadas pelos navios britânicos HMS Wren, HMS Woodpecker, HMS Kite e HMS Wild Goose, causando a morte de todos os 49 tripulantes.

## Comandantes
| Comandante         | Data                                       |
| ------------------ | ------------------------------------------ |
| Oblt. Hermann Otto | 22 de agosto de 1942 - 24 de junho de 1943 |

## Subordinação
Durante o seu tempo de serviço, esteve subordinado às seguintes flotilhas:
| Período                                    | Flotilha                                  |
| ------------------------------------------ | ----------------------------------------- |
| 22 de agosto de 1942 - 30 de abril de 1943 | 8. Unterseebootsflottille (treinamento)   |
| 1 de maio de 1943 - 24 de junho de 1943    | 7. Unterseebootsflottille (serviço ativo) |

## Coordenadas
1. ↑  em posição 45° N 11° 59' O